# 1715 en littérature
| Années de la littérature : 1712 - 1713 - 1714 - 1715 - 1716 - 1717 - 1718    |
| Décennies de la littérature : 1680 - 1690 - 1700 - 1710 - 1720 - 1730 - 1740 |

Cet article présente les faits marquants de l'année 1715 en littérature.

## Événements
- Février : Querelle d’Homère entre Madame Dacier et Monsieur La Motte, dernier prolongement de la querelle des Anciens et des Modernes ; ils se réconcilient lors d'un dîner chez Valincour le 5 avril 1716 [1].
- 1er août : Nicholas Rowe est nommé Poète lauréat du Royaume-Uni[2].

- 1715-1760 : essor des salons et des académies de province en France ;  Avignon (1658), Arles (1666), Soissons (1674), Nîmes (1682), Angers (1685), Villefranche-en-Beaujolais (1695), Caen (1705), Montpellier (1706), Bordeaux (1713), Pau (1720), Béziers (1723), Lyon (1724), Marseille (1726), La Rochelle (1732), Arras (1738), Dijon (1740), Montauban (1744), Rouen (1744), Toulouse (1746), Clermont-Ferrand (1747), Auxerre (1749), Amiens et Nancy (1750), Besançon (1752), Grenoble (1752), Châlons-en-Champagne (1753), Metz (1760) et Orléans (1786)[3].

## Parutions
- 6 juin : The Iliad of Homer : Translated by Mr. Pope., vol. 1, London, printed by W. Bowyer, for Bernard Lintott, 1715 (présentation en ligne), premier volume de la traduction de l’Iliade en anglais d'Alexander Pope, qui connaît un grand succès (six tomes de 1715 à 1718) grâce à la querelle des Anciens et des Modernes[4].

- Antoine Houdar de La Motte, Réflexion sur la critique, Paris, Du Puis, 1715 (présentation en ligne).
- Jonathan Richardson, An essay on the theory of painting : « Un essai sur la théorie de la peinture », London, W. Bowyer, 1715 (présentation en ligne).
- Denis de Sainte-Marthe, Gallia christiana : in provincias ecclesiasticas distributa, vol. 1, Paris, Jean-Baptise Coignard, 1715 (présentation en ligne), encyclopédie de l'histoire ecclésiastique de tous les diocèses de France, en trois volumes publiés entre 1715 et 1725.
- Alain-René Lesage, Histoire de Gil Blas de Santillane, vol. 1, Paris, Chez Pierre Ribou, 1715 (présentation en ligne), les deux premiers tomes du roman complétés par deux autres volumes en 1724 et 1735[5].
- Mercurius Politicus, revue mensuelle de Daniel Defoe[6].

## Décès
- 13 octobre : Nicolas Malebranche, philosophe, prêtre et théologien français (né en 1638)